# Luna (Schiff, 1991)
Die Luna ist ein deutsches Fahrgastschiff.

## Geschichte
Das Schiff wurde 1991 unter der Baunummer 121 auf der Lux-Werft in Mondorf gebaut. Bis 1996 war es in Lüneburg beheimatet, gehörte Rita und Siegfried Anker und trug den Namen Luna II. Die Jungfernfahrt von Mondorf nach Lüneburg wurde vom 20. bis zum 24. März 1991 durchgeführt. Das Schiff war ursprünglich 37 Meter lang und 6 Meter breit, hatte einen Tiefgang von 0,95 Metern und eine Maschinenleistung von 291 PS und durfte 200 Personen befördern. Diese Maße finden sich noch in Dieter Schuberts Binnenschiffsverzeichnis aus dem Jahr 2000. Damals gehörte das Schiff zwar schon unter seinem neuen Namen Luna zur Flotte der Stern und Kreisschiffahrt, war aber noch nicht umgebaut und verlängert worden. Im Jahr 2007 verzeichneten Dieter und Helga Schubert eine Länge von 45 Metern und konstatierten, das Schiff habe jetzt zwar eine größere Kapazität und könne 250 Personen befördern, habe aber „viel von seinem ursprünglichen Charme“ eingebüßt.
Der Name Luna wurde schon früher für ein Schiff der Stern und Kreisschiffahrt verwendet, allerdings nur kurzfristig: Die 1930 erbaute Ehrenbreitstein wurde zunächst in Christel und dann, 1965, in Luna umbenannt. Nachdem das Schiff aber unter diesem Namen im September 1965 gesunken war, wurde es nach der Hebung auf den Namen Britz umgetauft.